# Родріго Боніфаціо да Роша Тіуї
Родріго Боніфаціо да Роша Тіуї або просто Родріго Тіуї (порт.-браз. Rodrigo Bonifácio da Rocha Tiuí / Rodrigo Tiuí; нар. 4 грудня 1985, Табоан-да-Серра, Сан-Паулу, Бразилія) — бразильський футболіст, нападник.

## Клубна кар'єра
Футболом розпочав займатися в «Мацубарі», звідки перебрався до «Флуміненсе». У 18-річному віці переведений до першої команди вище вказаного клубу. У своєму першому повному сезоні забив п'ять м'ячів у 18 матчах Серії А, але в наступному сезоні зумів лише тричі, виходив на поле в 29 матчах чемпіонату. У 2006 році відправився в оренду до «Норесте» з бразильської Серії C. У вище вказаному клубі відначився високою результативністю в чемпіонаті Сан-Паулу, зрештою привернув увагу «Сантуса» з вищого дивізіону чемпіонату Бразилії під керівництвом Вандерлея Лушембурго. Сформував атакувальний дует з Веллінгтоном Паулістою, відомий як «Тіуї Генрі» та «Веллінгтон Шевченко». Потім повернувся до «Флуміненсе».
У січні 2008 року «Спортінг» викупив 50 % трансферних прав в уругвайського клубу «Рентістас» (правами на гравця фактично володіла інвестиційна компанія). Дебютував за «левів» 3 лютого в програному (0:1) виїзному поєдинку проти «Белененсеша». В одному з рідкісних виходів у стартовому складі, в португальському Ель-Классіко, вдома проти «Бенфіки» (1:1), віддав результативну передачу на Симона Вукчевича на стадіоні Хосе Альваладе.
11 травня 2008 року в переможному (2:1) домашньому поєдинку останнього туру чемпіонату Тіуї забив свій єдиний м'яч у Прімейра-Лізі проти «Боавішти», завдяки чому команда гарантувала друге місце та пряме місце у кваліфікації Ліги чемпіонів УЄФА. Тиждень по тому зіграв у фіналі Кубку Португалії проти «Порту», коли у складній грі вийшов у додатковий час та забив 2 м'ячі, завдяки чому виграв свій перший закордонний титул.
Після невдалого сезону 2008/09 років — п'ять матчів за 79 хвилин гри — «Спортінг» обміняв 50 % своїх прав на Тіуї на решту 50 % у Педро Сілви.
20 вересня 2009 року підписав тримісячний контракт з «Атлетіку Паранаенсі», а в січня наступного року, так і не забив жодного голу за команду з Парани, відданий уругвайським клубо в оренду «Атлетіку Гоянієнсі», де грав у Серії A 2010 року. До закінчення контракту, у серпні, з гоянського клубу проданий в грозненський «Терек», з яким підписав контракт за схемою 3+2. За даними ЗМІ російський клуб заплатив за бразильця 300 000 євро. У чемпіонаті Росії дебютував 12 вересня в 20-му турі проти московського «Динамо», в якому на 77-й хвилині замінив Шаміля Асільдарова.
У 2012 році підсилив «Наутіко». У тому ж році прийняв запрошення «Крісіуми».
23 листопада 2012 року разом з 5-ма іншими гравцями «Крісіуми» отримав статус вільного агента.
15 січня 2013 року було оголошено про підписання контракту з «Бразильєнсі».
14 листопада 2013 року в складі «Ліненсе» отримав право грати в Лізі Паулісти 2014 року.
Він також грав в Японії, приєднавшись до «Ґіфу» на початку 2015 року. Однак не зміг закріпитися на позиції нападника, відзначився одним голом у 18-ти матчах, тому виходив у стартовому складі на позиції півзахисника. 31 липня разом з нападником Даніелем Ловіньо був відзаявлений та перейшов в оренду. 4 серпня про оренду гравця оголосила «Фукусіма Юнайтед». А вже 2 грудня підписав з вище вказаним клубом повноцінний контракт. У сезоні 2016 року, у зв'язку з завершенням терміну дії контракту, залишив фукусімський клуб.

## Кар'єра в збірній
Викликався до молодіжної збірної Бразилії (U-20).

## Досягнення
«Флуміненсе»
- Ліга Каріока
  -  Чемпіон (1): 2005

- Кубок Бразилії
  -  Володар (1): 2007

«Сантус»
- Ліга Пауліста
  -  Чемпіон (1): 2006

«Спортінг» (Лісабон)
- Кубок Португалії
  -  Володар (1): 2007/08

- Суперкубок Португалії
  -  Володар (1): 2008

«Атлетіку Гоянієнсі»
- Ліга Гояно
  -  Чемпіон (1): 2010

«Бразильєнсі»
- Ліга Бразильєнсі
  -  Чемпіон (1): 2013